# Reisewitz Hrabia
Reisewitz Hrabia − śląski herb hrabiowski z nadania elektora saskiego.

## Opis herbu
Herb można blazonować następująco:
Tarcza czterodzielna w krzyż z polem sercowym. Na sercowym, złotym polu, ukoronowanym koroną hrabiowską, czarny orzeł w pozycji stojącej w prawo. W polach I i IV: na niebieskim tle złoty półksiężyc rogami do góry, na końcach każdego rogu półksiężyca sześciopromienna gwiazda złota. W polach II i III: w polu srebrnym muszla. Nad tarczą korona hrabiowska, nad którą trzy ukoronowane hełmy. Na hełmie środkowym orzeł z pola sercowego, na hełmie prawym półksiężyc z gwiazdami z I i IV pola, na hełmie lewym srebrne skrzydło orle na którym muszla z II i III pola. Tarczę i hełmy otacza niebieski płaszcz herbowy, którego prawa część podbita złotem, lewa srebrem.

## Najwcześniejsze wzmianki
Tytuł hrabiowski nadany został 29 czerwca 1792 roku przez elektora saskiego Johannowi baronowi von Reisewitz (Reisswitz), który miał się pisać z Schammerwitz koło Raciborza na Górnym Śląsku.
Rodzina Reisewitz miała w 1653 roku otrzymać tytuł baronowski (patrz herb Reisewitz Baron). Niektórzy niemieccy heraldycy (Zedlitz-Neukirch, Kneschke) zaliczają ten śląski ród rycerski do Leliwitów.

## Herbowni
Herb ten był herbem własnym, więc przysługiwał tylko jednemu rodowi herbownych:
Hrabiowie von Reisewitz (Reissewitz, Reisswitz).